# جدال در اوکی کرال (فیلم)
جدال در اوکِی کُرال (انگلیسی: Gunfight at the O.K. Corral) وسترن تکنی‌کالر آمریکایی به کارگردانی جان استرجس و با بازی برت لنکستر و کرک داگلاس محصول ۱۹۵۷ ایالات متحده آمریکا است. مدت نمایش این فیلم ۱۲۲ دقیقه بود.

## داستان فیلم
وایت ارپ (برت لنکستر)، پس از خدمت طولانی به‌عنوان مرد قانون، تصمیم می‌گیرد شغل خود را کنار بگذارد و به برادر خود بپیوندد. او متوجه می‌شود که آنها با کلاتون‌ها، گروهی از سارقان و اراذل و اوباش، در نزاع و درگیری هستند و…

## بازیگران
- برت لنکستر در نقش وایت ارپ (دوبلور چنگیز جلیلوند)
- کرک داگلاس در نقش داک هالیدی (دوبلور عطاءالله کاملی)
- جو وان فلیت در نقش کت فیشر (دوبلور رفعت هاشم‌پور)
- روندا فلمینگ در نقش لورا (دوبلور ایران بزرگمهر)
- جان آیرلند در نقش جانی رینگو (دوبلور ایرج رضایی)
- مارتین میلنر (دوبلور عباس نباتی)
- تد ده کورسیا (دوبلور ایرج دوستدار)
- آذر دانشی
- دی‌فارست کلی
- دنیس هاپر
- فرانک هاگنی
- میکی سیمپسون